# Gustave De Mulder
Gustave De Mulder (* 21. Dezember 1888; † nach 1920) war ein belgischer Ruderer.

## Biografie
Gustave De Mulder gewann bei den Europameisterschaften 1920 in Mâcon Silber mit dem Achter des Cercle des Régates de Bruxelles. Bei den Olympischen Sommerspielen 1920 in Antwerpen schied er mit der belgischen Crew in der Achter-Regatta im Vorlauf aus.